# Trận Thái Châu (1161–1162)
Trận Thái Châu (chữ Hán: 宋金蔡州之战: Tống Kim Thái Châu chi chiến) là một trận chiến trong chiến tranh Kim-Tống trong lịch sử Trung Quốc diễn ra từ tháng 10 năm 1161 đến tháng 2 năm 1162, hai nước Kim - Tống giao chiến nhằm tranh giành địa điểm chiến lược trọng yếu Thái Châu .

## Hoàn cảnh
Tháng 9 năm 1161, Kim đế Hoàn Nhan Lượng sau khi ổn định địa vị chính trị của mình, cho rằng đây là thời cơ tốt nhất để diệt Tống, đã thân chinh dẫn 60 vạn đại quân, theo 4 đường tiến xuống miền nam.
Hoàn Nhan Lượng phong Lưu Ngạc làm Hán Nam đạo Hành doanh binh mã đô thống, từ Thái Châu đánh Hồ Bắc, Kinh Tây lộ nhà Tống. Hồ Bắc, Kinh Tây chế trí sử Thành Mẫn của nhà Tống nghe tin báo, soái 3 vạn quân từ Ngạc Châu đến đóng ở Ứng Thành , sai Ngạc Châu chư quân thống chế Ngô Củng giữ Dĩnh Châu, Thị vệ mã quân tư trung quân thống chế Triệu Tỗn soái 5000 quân đóng ở Đức An phủ. Tướng Kim là Thạch Mạt Biện đưa quân bản bộ vượt sông Hoài tấn công Tương Châu. Lưu Ngạc soái quân đánh Phàn Thành; việc chưa xong, Ngô Củng đã đưa quân thu phục Đường Châu , Bộ quân tư đô thống chế Thích Phương đưa quân thu phục Tương Châu.

## Diễn biến
Ngày 20 tháng 10, Triệu Tỗn thừa lúc Thái Châu binh lực trống rỗng, vượt qua Hoài Bắc, liên tiếp đánh được Bao Tín, Tân Thái, Bình Hưng , uy hiếp Thái Châu.
Ngày 21, quân Kim phòng thủ Thái Châu bày trận dưới thành, chuẩn bị nghênh chiến quân Tống. Triệu Tỗn soái quân tiến đến phía Nam thành 20 dặm lập doanh, nhân trời có gió mà đốt cỏ mục túc cháy um lên, nhằm tăng thanh thế. Triệu Tỗn đưa quân xung phong phá trận, chém Tổng quản Dương Ngụ của quân Kim, quân Kim tan vỡ, quân Tống thừa thế đánh chiếm Thái Châu. Ngày 5 tháng 11, Triệu Tỗn phụng mệnh lưu lại một ít quân giữ thành, còn mình soái quân chủ lực chi viện Hoài Tây. Thứ sử Tiêu Mậu Đức nhà Kim nhân đó chiếm lại Thái Châu. Ngày 8, Triệu Tỗn đưa quân đến Ma Thành, phụng mệnh quay về lấy lại Thái Châu. Ngày 1 tháng 12, Triệu Tỗn lệnh cho tướng sĩ nhân đêm tối lẻn vào trong thành, Tiêu Mậu Đức đưa quân bỏ trốn.
Tháng 1 năm sau, Nguyên soái Hữu đô giám Ngoa Lý Dã lĩnh 5 vạn quân Kim lại đánh Thái Châu. Hồ Bắc, Kinh Tây chế trí sử, Kinh Tây Bắc lộ chiêu thảo sứ Ngô Củng nhà Tống sai Thống chế Tiêu Nguyên đưa quân bản bộ đến tăng viện, cùng Triệu Tỗn hợp binh được hơn ngàn người, ở trong thành cố thủ. Đầu tiên quân Kim cho 500 kị binh nhân lúc gió tuyết đến đánh thành, bị quân Tống đẩy lui. Tiếp theo lại cho đại quân vây thành, dùng cung cứng nỏ mạnh cùng bắn, tiến vào trong thành. Triệu Tỗn nhân lúc đối phương đứng chưa vững chân, tiến hành phản kích, từ trong hẻm nhỏ đánh ra, đẩy lùi quân Kim rồi đưa quân truy kích, chém chết vô số.
Tháng 2, Ngô Củng muốn tăng cường phòng ngự Thái Châu, soái quân đến đóng đồn ở Nam Dương, đồng thời sai thống chế Thành Cao, Hoa Vượng, Trương Thành đưa quân bản bộ đến tăng viện, cùng lực lượng của Triệu Tỗn ở đó hợp sức giữ thành. Ngày 13, tướng Kim Bùi Mãn lại đưa hơn vạn binh xâm nhập vào địa giới Thái Châu, men theo sông Nhữ mà lập doanh trại ở phía tây thành. Ngày 18, quân Kim cho lấp bằng nhiều vị trí của con hào bên ngoài cửa nam thành, sáng sớm hôm sau thì đánh vào cửa nam. Triệu Tỗn nghe tin cửa nam thất thủ, tức thì soái các cánh quân cùng quân Kim triển khai giao chiến, đến trưa vẫn chưa phân thắng bại. Tướng Tống là Vương Kiến, Vương Thế Hiển chia nhau tổ chức quân cảm tử, lên thành ra sức giết địch, liên tiếp chém được 2 tướng Kim, quân Kim kinh hãi tan vỡ, phần lớn những người ở trên thành đều nhảy xuống; trong thành quân Kim cũng tranh cửa mà chạy, có hơn ngàn người không chạy ra được, đều bị quân Tống giết sạch. Quân Tống thủ thành có 6000, chết 400, bị thương 3700. Ngày 21, quân Kim lại đánh thành lần nữa, đưa xe lớn chở củi, cỏ khô muốn đốt cửa tây. Triệu Tỗn phục binh trong thành, quân Kim vừa đến, soái quân xuất thành mà đột kích, quân Kim bỏ xe chạy trốn.
Ngày 25, Ngô Củng muốn giải vây Thái Châu, mệnh cho Vương Tuyên soái 13.000 quân đến cứu viện. Quân Kim nghe tin, liền chia một bộ phận binh mã tiến xuống phía nam đến Xác Sơn ngăn viện binh Tống. Ngày 28, Vương Tuyên đến Xác Sơn, mệnh cho dũng tướng Cấp Tĩnh đưa 200 kị binh làm tiên phong, trước tiến đánh thẳng vào trận địa của địch, kế đến cho 3000 kị binh bày thành ba trận, hướng về phía trước, đẩy lùi quân Kim. Ngô Củng lo quân Kim thế mạnh, buộc Triệu Tỗn phải soái quân về giữ Đức An phủ. Vì bọn Tiêu Nguyên không tuân theo hiệu lệnh, làm cho quân Tống đại loạn, thương vong rất nhiều. Hôm sau, quân Kim chiếm lại Thái Châu.

## Kết quả
Quân Tống chiếm được thành Thái Châu nhưng không bao lâu sau quân Kim đã đoạt lại. Tuy vậy, đến năm 1166, Tống Hiếu Tông vẫn tính trận chiến Thái Châu vào nhóm 13 chiến công của quân đội nhà Nam Tống, gọi là "Trung Hưng 13 chiến công", ghi nhận công trạng của Triệu Tỗn, Ngô Củng, Vương Tuyên.